# هاري إليوت (لاعب كرة قاعدة)
هاري إليوت (بالإنجليزية: Harry Elliott) هو لاعب كرة قاعدة أمريكي، ولد في 30 أكتوبر 1923 في سان فرانسيسكو في الولايات المتحدة، وتوفي في 9 أغسطس 2013 في ليتل ريفر في الولايات المتحدة.

## وصلات خارجية
- هاري إليوت على موقعبيزبول رفرنس.كوم (الدوري الرئيسي) (الإنجليزية)